# Kozlany (Vyškovi járás)
Kozlany település Csehországban, Vyškovi járásban. Kozlany Hvězdlice, Bohdalice-Pavlovice, Vážany, Bohaté Málkovice, Orlovice, Milonice, Kojátky és Kučerov településekkel határos. Lakosainak száma 399 fő (2024. január 1.).

## Népesség
A település lakosságának változását az alábbi diagram mutatja:
| Lakosok száma | 465  | 550  | 525  | 445  | 397  | 321  | 360  | 357  | 373  | 399  |
|               | 1869 | 1890 | 1921 | 1950 | 1980 | 2001 | 2017 | 2019 | 2022 | 2024 |